# Norðragøta
Norðragøta (duń. Nordregøte, wym. ˈnoːɹaˌgøːta) lub Gøta – miejscowość położona we wschodniej części wyspy Eysturoy, stanowiącej część archipelagu Wysp Owczych - duńskiego terytorium zależnego na Morzu Norweskim. Administracyjnie wieś leży w gminie Eysturkommuna. Gøta z języka farerskiego oznacza droga lub ulica, a nazwę miejscowości tłumaczyć można, jako Północna Gøta.

## Położenie
Miejscowość jest położona na wschodnim krańcu zatoki Gøtuvík. Na południe od niej znajdują się dwie miejscowości: Gøtugjógv, biorąca nazwę od przebiegającej nieopodal szczeliny, oraz Syðrugøta. Obszar ten wspólnie nazywany jest Gøta, jednak nazwa czasem odwołuje się jedynie do Norðragøta. Na zachodzie znajduje się wzniesienie Tyril (639 m n.p.m.), a na północy i północnym wschodnie Ritafjall (641 m n.p.m.) oraz Knúkur (463 m n.p.m.). Pomiędzy pierwszymi dwoma rozpościera się dolina Gøtudalur, którą płynie niewielka rzeka Eiðisá, przepływająca przez Norðragøta.

## Informacje ogólne

### Populacja
W 1985 roku miejscowość liczyła 458 mieszkańców. Liczba ta wzrastała w kolejnych latach, by w 1990 osiągnąć poziom 512 osób. W kolejnych latach odnotowano ubytek populacji - 489 mieszkańców w 1991, 482 w 1994 i 455 w 1996 (wyjątkiem był rok 1993). Następnie liczba osób żyjących w Norðragøta zaczęła ponownie się powiększać, osiągając poziom 503 mieszkańców w 1999 roku, 521 w 2002 i 570 w 2005. Następnie zaobserwowano niewielki spadek do 561 w 2007 roku i ponowny wzrost do 609 w 2011. Po tym roku przez dwa lata populacja ponownie się zmniejszała, do 588 osób w 2013 roku, by później znów zacząć przyrastać. W 2015 osiągnięta została dotąd największa liczba ludności w Norðragøta - 630.
Według szacunków na 1 stycznia 2016 roku we wsi zamieszkuje 616 osób. Sprawia to, że jest to dwudziesta największa miejscowość na Wyspach Owczych, siódma na Eysturoy i druga w gminie Eysturkommuna. Współczynnik feminizacji społeczeństwa wynosi prawie 88 kobiet na 100 mężczyzn. Społeczeństwo jest młode, ponad 28% ludności stanowią osoby w wieku przedprodukcyjnym, podczas gdy ludzie powyżej 65 roku życia to 14,2%.

### Transport
Komunikacja autobusowa w Norðragøta obsługiwana jest przez państwowe przedsiębiorstwo transportowe Strandfaraskip Landsins. W okolicy znajduje się przystanek Gøtudalur, na którym zatrzymują się pojazdy dwóch linii: 400 oraz 410. Pierwsza z nich pokonuje trasę: Klaksvík - Leirvík - Gøtudalur - Søldafjørður - Skálabotnur - Oyrarbakki - Kollafjørður - Tórshavn, a druga Fuglafjørður - Kambsdalur - Gøtudalur - Leirvík - Klaksvík.

### Sport
W miejscowości znajduje się stadion klubu piłkarskiego Víkingur Gøta, zwany Sarpugerði. Dawniej rozgrywała tam swoje mecze drużyna GÍ Gøta, jednak w listopadzie 2007 roku klub został połączony z LÍF Leirvík. Siedziba została przeniesiona do Leirvík, a mecze rozgrywane są w Norðragøta. Klub pod nową nazwą zdobył pięć Pucharów Wysp Owczych oraz trzy Superpuchary, a jako GÍ Gøta zdobył sześć tytułów mistrza kraju.

## Historia

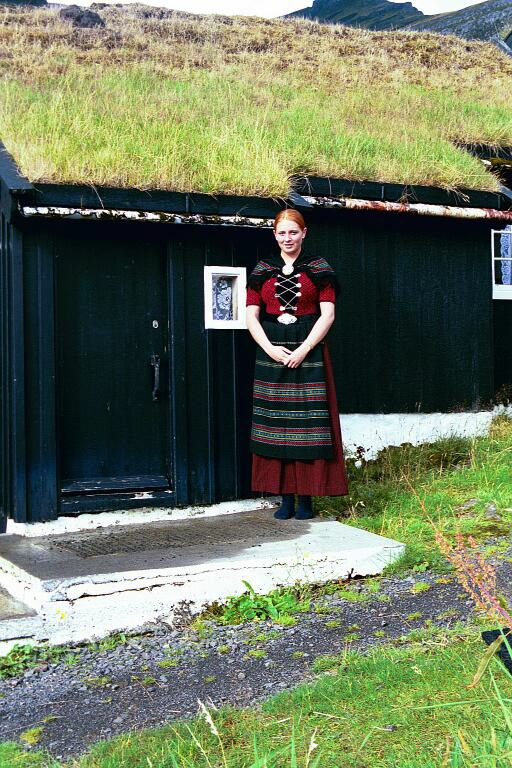
Farerska piosenkarka Eivør Pálsdóttir przed Blásastova.

Tereny Norðragøta zamieszkiwane były już od czasów wikińskich, a badania archeologiczne przeprowadzone w latach 80. XX wieku wskazują, że teren mógł być zasiedlony już około roku 630, co nadawałoby miejscowości status jednego z najstarszych osiedli ludzkich na Wyspach Owczych. O osadzie Gøta wspomina Saga o Wyspach Owczych. Mieszać miał w niej Tróndur i Gøtu, pogański wiking, który przeciwstawił się głównemu bohaterowi sagi - Sigmundurowi Brestissonowi. Sigmundur w 999 roku chrystianizował Wyspy Owcze na polecenie króla Olafa Tryggvasona. W jednej z nocy roku 1005 Tróndur miał go zaatakować i zmusić do ucieczki wpław ze Skúvoy do Sandvík, co przyczyniło się do jego śmierci. Pomimo że w sadze Tróndur przedstawiony jest, jako mroczna postać, współcześni Farerowie odnoszą się do niego pozytywnie, o czym świadczą liczne nawiązania w kulturze.
Choć w miejscowości najprawdopodobniej istniał wcześniej tego typu budynek, obecny kościół został zbudowany 22 września 1833 roku. Wokół niego znajdują się najstarsze budynki we wsi, pochodzące z XIX i początku XX wieku, połączone w skansen Gøtu Fornminnisavn 16 grudnia 1969 roku. Najstarszym budynkiem jest Blásastova, który powstał w 1835, a następnie został powiększony w 1860 roku. Prezentowane są w nim dawne meble, ubrania i urządzenia gospodarstwa domowego. Prócz niego znajdują się tam także domy rybackie - Jákupsstova oraz Húsini hjá Peri, budowane w latach: 1902 oraz 1907.
Od 1912 roku istniała gmina Gøtu kommuna, której siedzibą była wieś Norðragøta. Od 1 stycznia 2009 roku gmina ta została połączona z Leirvíkar kommuna, tworząc nowy organizm Eysturkommuna z siedzibą w Leirvík.